# Plectranthias maculicauda
Plectranthias maculicauda, thường được gọi là cá mú đốm đuôi, là một loài cá biển thuộc chi Plectranthias trong họ Cá mú. Loài này được mô tả lần đầu tiên vào năm 1914.

## Phân bố và môi trường sống
P. maculicauda có phạm vi phân bố nhỏ hẹp ở vùng biển Tây Nam Thái Bình Dương. Các mẫu vật của loài này được tìm thấy ở ngoài khơi cực bắc của New Zealand và dọc theo bờ biển của bang New South Wales, Úc, với độ sâu được tìm thấy trong khoảng từ 110 đến 155 m. Chúng sống xung quanh các rạn san hô ở thềm lục địa.

## Mô tả
Mẫu vật có chiều dài cơ thể lớn nhất dùng để mô tả P. maculicauda có kích thước khoảng 8,3 cm. Màu sắc của mẫu vật đã được ngâm rượu: trắng nhạt với một đốm đen hình bầu dục có kích thước bằng khoảng 2/3 kích thước của mắt, nằm ở phía sau của cuống đuôi. Vây bụng dài, có thể chạm tới hoặc vượt qua ngoài hậu môn; vây đuôi cụt hoặc hơi lõm vào trong.
Số gai ở vây lưng: 10 (gai thứ 4 hoặc 5 thường dài nhất); Số tia vây mềm ở vây lưng: 15; Số gai ở vây hậu môn: 3; Số tia vây mềm ở vây hậu môn: 7; Số tia vây mềm ở vây ngực: 14 - 16; Số tia vây mềm ở vây đuôi: 15; Số vảy đường bên: 32 - 34.